# Кубок Грузії з футболу 2020
Кубок Грузії з футболу 2020 — (також знаний як Кубок Давида Кіпіані) 31-й розіграш кубкового футбольного турніру у Грузії. Титул вдруге здобула Гагра, клуб, який на момент проведення змагання виступав у Лізі Пірвелі, другому за силою дивізіоні грузинського футболу.

## Календар
| Раунд        | Дата               | Матчі | Клуби   |
| ------------ | ------------------ | ----- | ------- |
| Перший раунд | 20-24 серпня 2020  | 18    | 46 → 28 |
| Другий раунд | 24-30 серпня 2020  | 12    | 28 → 16 |
| 1/8 фіналу   | 17-21 вересня 2020 | 8     | 16 → 8  |
| 1/4 фіналу   | 26-27 вересня 2020 | 4     | 8 → 4   |
| 1/2 фіналу   | 8 листопада 2020   | 2     | 4 → 2   |
| Фінал        | 4 грудня 2020      | 1     | 2 → 1   |

## Перший раунд
| Команда 1               | Рахунок         | Команда 2                |
| ----------------------- | --------------- | ------------------------ |
| 20 серпня 2020          |                 |                          |
| Іберія (4)              | 1–4             | Бахмаро (3)              |
| 21 серпня 2020          |                 |                          |
| Самегрело (4)           | 0–3             | Колхеті (Хобі) (3)       |
| Дідубе 2014 (4)         | 0–3             | Сіоні (2)                |
| Шкурі (4)               | 1–4             | Зугдіді (2)              |
| Варкетілі (4)           | 2–1             | Алгеті (4)               |
| 22 серпня 2020          |                 |                          |
| Імереті (4)             | 0–0 дч пен. 4–3 | ВІТ Джорджія II (4)      |
| Сулорі (4)              | 0–1             | Тбілісі Сіті (3)         |
| Боржомі (4)             | 0–0 дч пен. 2–4 | Гареджі (3)              |
| Егрісі (4)              | 1–2 дч          | Горі (3)                 |
| Мерані Тбілісі II (4)   | 1–5             | Спаері (3)               |
| 23 серпня 2020          |                 |                          |
| Сабуртало II (3)        | 0–1 дч          | Шукура (2)               |
| Чиатура (4)             | 1–2             | Руставі (2)              |
| Зестафоні (4)           | 1–1 дч пен. 2–3 | ВІТ Джорджія (2)         |
| Одіші 1919 (4)          | 0–1             | Самгуралі (Цхалтубо) (2) |
| Гурія (3)               | 0–2             | Гагра (2)                |
| 24 серпня 2020          |                 |                          |
| Мерані (Мартвілі) (2)   | 3–1 дч          | Арагві (2)               |
| Колхеті-1913 (Поті) (3) | 1–1 дч пен. 5–4 | Шевардені-1906 (2)       |
| Бетлемі (4)             | 2–2 дч пен. 4–3 | Мешахте (3)              |

## Другий раунд
| Команда 1                | Рахунок      | Команда 2             |
| ------------------------ | ------------ | --------------------- |
| 24 серпня 2020           |              |                       |
| Бахмаро (3)              | 0–2          | Телаві                |
| 27 серпня 2020           |              |                       |
| Зугдіді (2)              | 2–4          | Чихура                |
| Сіоні (2)                | 1–4          | Мерані (Тбілісі)      |
| Варкетілі (4)            | 0–2          | Самтредіа             |
| Колхеті (Хобі) (3)       | 0–2          | Торпедо (Кутаїсі)     |
| Імереті (4)              | 1–2          | Діла                  |
| 29 серпня 2020           |              |                       |
| Самгуралі (Цхалтубо) (2) | 3–0          | ВІТ Джорджія (2)      |
| Тбілісі Сіті (3)         | 1–0          | Шукура (2)            |
| Спаері (3)               | 1–0          | Руставі (2)           |
| 30 серпня 2020           |              |                       |
| Гареджі (Саґареджо) (3)  | 1–0 дч       | Мерані (Мартвілі) (2) |
| Бетлемі (4)              | 2–2 пен. 4–3 | Горі (3)              |
| Колхеті-1913 (Поті) (3)  | 0–4          | Гагра (2)             |

## 1/8 фіналу
| Команда 1               | Рахунок | Команда 2                |
| ----------------------- | ------- | ------------------------ |
| 17 вересня 2020         |         |                          |
| Гареджі (Саґареджо) (3) | 0–2     | Самгуралі (Цхалтубо) (2) |
| 19 вересня 2020         |         |                          |
| Гагра (2)               | 1–0     | Динамо (Батумі)          |
| Спаері (3)              | 0–2     | Діла                     |
| 20 вересня 2020         |         |                          |
| Бетлемі (4)             | 1–4     | Торпедо (Кутаїсі)        |
| Тбілісі Сіті (3)        | 3–2     | Самтредіа                |
| Телаві                  | 2–0     | Мерані (Тбілісі)         |
| 21 вересня 2020         |         |                          |
| Сабуртало               | 1–0     | Динамо (Тбілісі)         |
| Чихура                  | 2–1     | Локомотив (Тбілісі)      |

## 1/4 фіналу
| Команда 1                | Рахунок      | Команда 2         |
| ------------------------ | ------------ | ----------------- |
| 26 вересня 2020          |              |                   |
| Самгуралі (Цхалтубо) (2) | 2–0          | Телаві            |
| Тбілісі Сіті (3)         | 2–5          | Чихура            |
| 27 вересня 2020          |              |                   |
| Гагра (2)                | 0–0 пен. 5–3 | Діла              |
| Сабуртало                | 2–0          | Торпедо (Кутаїсі) |

## 1/2 фіналу
| Команда 1                | Рахунок      | Команда 2 |
| ------------------------ | ------------ | --------- |
| 8 листопада 2020         |              |           |
| Самгуралі (Цхалтубо) (2) | 2–0          | Чихура    |
| Гагра (2)                | 0–0 пен. 4–2 | Сабуртало |

## Фінал
| 4 грудня 2020 14:00 (EEST) |

| Самгуралі (Цхалтубо) (2) | 0:0      | Гагра (2) |
| ------------------------ | -------- | --------- |
|                          | Протокол |           |

| Тенгіз Бурджанадзе, Горі Глядачів: 0 Арбітр: Георгій Круашвілі |

|                                               |     | Пенальті                                                 |  |
| Патаркацішвілі · Курдадзе · Туре · Буржанадзе | 3:5 | Хосіташвілі · Какіашвілі · Чадунелі · Векуа · Ергемлідзе |  |